# France-Dahomey
France-Dahomey est un journal colonial français — aujourd'hui disparu — publié au Dahomey (actuel Bénin) entre 1944 et 1960. 

## Histoire
Bi-hebdomadaire imprimé à Porto-Novo par le Service de l'Information, c'est le journal administratif du territoire, lu principalement par les fonctionnaires européens et africains.

## Description
En 1960, à l'indépendance, il est remplacé par Aube nouvelle, qui devient le quotidien unique Daho-Express en 1969, lui-même renommé Ehuzu (« révolution » en langue fon) en 1975, qui deviendra La Nation.